# Tutta un'altra musica
Tutta un'altra musica (titolo originale Juliet, Naked) è un romanzo dello scrittore britannico Nick Hornby, pubblicato nel 2009. La critica ha trovato diverse similitudini fra Tutta un'altra musica e Alta fedeltà, opera prima di Hornby.

## Trama
Annie e Duncan sono una coppia inglese, senza figli e non più giovanissima, la cui esistenza trascorre noiosa nella tranquilla cittadina di Gooleness, sulle coste del mare inglese. Mentre la donna sente crescere in lei il forte desiderio di maternità, la vita ed il tempo libero di Duncan sono completamente risucchiati dalla sua ossessione per Tucker Crowe, cantante statunitense non più in attività da anni. Duncan condivide su internet la propria passione con uno sparuto gruppo di fan sparsi per tutto il mondo, grazie al quale riceverà il nuovo album del cantante intitolato Juliet, Naked, nuova edizione di Juliet, album di successo di Tucker. Questo avvenimento darà il via ad una serie di eventi che porteranno proprio Tucker Crowe ad entrare nella vita della coppia.

## Opere derivate
Nel 2018 è stato presentato al Sundance Film Festival Juliet, Naked - Tutta un'altra musica, adattamento cinematografico del romanzo diretto da Jesse Peretz, ed interpretato da Ethan Hawke, Rose Byrne e Chris O'Dowd.

## Edizioni
- (EN) Nick Hornby, Juliet, Naked, Riverhead Books, 2009, ISBN 9781594488870.
- (EN) Nick Hornby, Juliet, Naked, Penguin, 2009, ISBN 9780141938790.
- Nick Hornby, Tutta un'altra musica, traduzione di Silvia Piraccini, Narratori della fenice, Guanda, 2009, ISBN 9788860883162.